# Jean-Bernard Vuillème
Jean-Bernard Vuillème, né le 3 octobre 1950 à Neuchâtel, est un écrivain suisse.

## Biographie
Après une enfance passée à La Chaux-de-Fonds suivie d'une formation de journaliste, il collabore avec plusieurs quotidiens et magazines. Il est père de trois enfants issus de deux mariages et vit de sa plume de manière indépendante depuis une trentaine d'années.  
Sous le pseudonyme de Bernard Jean, il aborde dans son roman Le Fils du lendemain le vacillement identitaire d'un enfant, puis d'un adulte découvrant tardivement l'existence de son père biologique qu'il avait toujours pressentie malgré les non-dits et les dénis familiaux. Outre les aspects autobiographiques de son œuvre, Jean-Bernard Vuillème a « introduit la dimension peu fréquente du burlesque dans la littérature romande », notamment avec L'Amour en bateau, Face à dos, Pléthore ressuscité ou encore M. Karl & Cie, dont le personnage principal, en quête d'un emploi prestigieux, est pris dans un jeu de téléréalité si pervers qu'il ne sait pas lui-même qu'il y participe.
En plus de son œuvre romanesque, Jean-Bernard Vuillème publie également des ouvrages littéraires inclassables, proches de l'essai, tenant à la fois de l'ethnologie, de la sociologie et de l'histoire. Il est critique littéraire, notamment pour le quotidien Le Temps.

## Ouvrages
- Les joies des petites catastrophes, poèmes, Éditions du Griffon, Neuchâtel 2024
- La Mort en gondole, roman, Éditions Zoé, Genève 2021
- Le style Sapin à couteaux tirés, 1905-1914 L'art nouveau à La Chaux-de-Fonds, Éditions Sur le Haut, 2024
- Sur ses pas, roman, Éditions Zoé, Genève 2015
- M. Karl & Cie, roman, Éditions Zoé, Genève, 2011
- Pléthore ressuscité, récit, Éditions de la Nouvelle Revue Neuchâteloise, Neuchâtel, 2008 ; réédition poche, suivi de Une insomnie et autres nouvelles, choix parmi les nouvelles parues en 1982, L’Aire bleue, Vevey 2019
- Une Ile au bout du doigt, roman, Éditions Zoé, Genève, 2007
- Le Fils du lendemain, roman, sous le pseudonyme de Bernard Jean, Éditions Zoé, Genève, 2006 - traduction allemande de Gabriela Zehnder : Der Sohn danach, Verlag die brotsuppe, Bienne 2010
- Carnets des Malouines, récit de voyage, Éditions Zoé, Genève, 2005
- Paroles d'Objets. Histoires remarquables et ordinaires autour de la collection, Éditions Institut l'Homme et le Temps, La Chaux-de-Fonds, 2005
- Face à dos, roman, Éditions Zoé, Genève, 1999 - traduction allemande de Markus Hediger : Mit dem Gesicht zum Rücken, Lenos Verlag, Bâle, 2003
- Meilleures pensées des Abattoirs, récit polyphonique, AACL Éditions d'Autre part, Delémont, 2002 - poche Éditions d'en bas, Lausanne, 2014 - trad. roumaine de Julieta Moleanu : Salutari de la Abator!, Editura Biblioteca Bucurestilor, Bucarest, 2005
- Les Assis, Regard sur le monde des chaises, essai, Éditions Zoé, Genève, 1997
- Balivernes, proses, poèmes et dessins, in revue Trou, Moutier, 1995 - présence du "Texte troué" dans l'édition de tête
- Lucie, roman, Éditions Zoé, Genève, 1995
- Suchard, la fin des Pères, chronique historique, Éditions Gilles Attinger, Hauterive, 1993
- L'Amour en bateau, roman, Éditions Zoé, Genève, 1990 - Zoé Poche, 2002 - Florides helvètes Poche Suisse, Lausanne 2024.
- Le Temps des derniers cercles, chronique historique, Éditions Zoé, Genève, 1987
- Le Règne de Pléthore, roman, Éditions Piantanida, Lausanne, 1983
- Pléthore, nouvelles, Éditions Piantanida, Lausanne, 1982
- La Tour intérieure, roman, Éditions du Sauvage, Lausanne, 1979

## Distinctions
- Prix Renfer 2017 pour l'ensemble de son œuvre
- Prix de l'Institut neuchâtelois 2019 pour l'ensemble de son œuvre
- Prix Bibliomedia 2012 pour M. Karl & Cie
- Prix Michel Dentan 2009 pour Pléthore ressuscité
- Prix Schiller 1996 pour Lucie et l'ensemble de son œuvre[1]
- Prix Adam 2016 de l'Académie romande pour Sur ses pas
- Prix Bachelin de littérature 1990[1]
- Plusieurs sélections pour le prix Dentan, le prix Lipp et le prix des Auditeurs de la Première[2]
- Sélection 2007 du prix du roman de la TSR pour Le Fils du lendemain
- Sélection Lettres Frontière 1996 pour Lucie et 2007 pour Le Fils du lendemain